# Chaumesnil
Chaumesnil település Franciaországban, Aube megyében. Lakosainak száma 109 fő (2022. január 1.). Chaumesnil Brienne-la-Vieille, La Chaise, Morvilliers és Petit-Mesnil községekkel határos.

## Népesség
A település népessége az elmúlt években az alábbi módon változott:
| Lakosok száma | 91   | 63   | 72   | 82   | 96   | 98   | 103  | 103  | 103  | 109  |
|               | 1968 | 1982 | 1990 | 2006 | 2013 | 2015 | 2017 | 2019 | 2020 | 2022 |